# Neqi
Neqi [nɜˈqi] (nach alter Rechtschreibung Neĸe; Inuktun Neqi [nɜˈqi]) ist eine wüst gefallene grönländische Siedlung im Distrikt Qaanaaq in der Avannaata Kommunia.

## Lage
Neqi befindet sich an der Spitze einer Halbinsel zwischen den Gletschern Arfalluarfiup Sermia und Neqip Sermia. Von Neqi aus sind es 23 km nach Südosten bis nach Siorapaluk.

## Geschichte
Neqi liegt in der Wohnplatzgruppe Avannarliit. Diese war die nördlichste der vier Gruppen, zwischen deren Wohnplätzen die Inughuit früher umherzogen. Neqi hatte 1951 fünfzehn Einwohner. 1952 und 1953 waren es je vierzehn. 1960 lebten noch sieben Personen am Wohnplatz. Im Laufe der 1960er Jahre wurde Neqi aufgegeben und 1970 wurden keine Einwohner mehr dort gezählt.